# Sergej Puskepalis
Sergej Vitautovitj Puskepalis (russisk: Сергей Витаутович Пускепалис; født 15. april 1966, død 20. september 2022) var en russisk skuespiller og teaterinstruktør. Han er bedst kendt for sine roller i de prisvindende film Prostyje vesjji (da.: Simple ting, 2006) og Kak ja provjol etim letom (da.: Hvordan jeg tilbragte denne sommer, 2010), begge instrueret af Aleksej Popogrebskij. For sine skuespillerpræstationer modtog han i 2008 en Nika-pris for bedste skuespiller i 2008 samt en sølvbjørn for bedste skuespiller ved Filmfestivalen i Berlin i 2010.

## Opvækst og unge år
Sergei Puskepalis blev født i 1966 i Kursk som søn af en litauisk far og en bulgarsk mor fra Transnistrien  i det daværende Sovjetunionen.
Sergei studerede på Saratovs teaterskole, inden han gik i aktiv tjeneste i den sovjetiske flåde. Han arbejdede som skuespiller i Saratovs ungdomsteater og studerede på det russiske institut for teaterkunst og dimitterede i 2001.

## Karriere
Efter sin eksamen var han aktiv med teateropsætninger og opsatte flere af Aleksej Slapovskijs teaterstykker. Han fungerede fra 2003 som teaterdirektør på flere teatre og var fra 2009-2010 chefinstruktør på Det Russiske Statsakademis Drama Teater i Jaroslavl. 
I 2003 begyndte Puskepalis at optræde i film. Hans første rolle var en cameo i filmen Progulka. Sergej Puskepalis mødte filminstruktøren Aleksej Popogrebskij på settet til filmen Koktebl, hvor hans søn, skuespilleren Gleb Puskepalis, medvirkede. Senere inviterede Popogrebski Sergeij Puskepalis til at spille hovedroller i filmene Prostyje vesjji (da.: Simple ting) og Kak ja provjol etim letom (da.: Hvordan jeg tilbragte denne sommer).
I 2015 havde filmen Clinch, som Sergej Puskepalis instruerede, premiere på Jerevan International Film Festival. Filmen er en filmatisering Aleksej Slapovskijs skuespil, som Sergej Puskepalis tidligere havde iscenesat i Ufa.
Puskepalis støttede aktivt den russiske invasion af Ukraine i 2022.

## Privatliv og død
Sergei Puskepalis blev i 1991 gift med Elena i 1991, som han året efter fik sønnen Gleb med. 
Sergej Puskepalis døde den 20. september 2022 i en alder af 56 år i Jaroslavl Oblast. Han omkom ved en trafikulykke, da han som passager i en pansret Ford Transit, som han havde købt med henblik på at overgive til de russisksindede grupperinger i Folkerepublikken Donetsk, kørte frontalt ind i en lastbil.

## Filmografi i udvalg
| År   | Titel                                                               | Rolle                                   | Noter              |
| ---- | ------------------------------------------------------------------- | --------------------------------------- | ------------------ |
| 2003 | Progulka (da.: Spadseretur)                                         |                                         | deltager i ulykken |
| 2006 | Prostyje vesjji (da.: Simple ting)                                  | Sergej Maslov, anæstesilæge             |                    |
| 2010 | Kak ja provjol etim letom (da.: Hvordan jeg tilbragte denne sommer) | Sergej Gulybin, leder af polarstationen |                    |
| 2011 | Sibir. Monamur (da.: Sibirien, Monamour)                            | oberstløjtnant                          |                    |
| 2013 | Metro                                                               | Andrej Garin, kirurg                    |                    |
| 2015 | Bitva za Sevastopol (da.: Slaget om Sevastopol)                     | kommandør                               |                    |
| 2016 | Isbryderen (ru.: Ledokol)                                           | Valentin Sevtjenko                      |                    |
| 2017 | Jolki novyje (da.: Jolki 6)                                         | Viktor Orlov                            |                    |
| 2022 | Pervyj Oskar (da.: Første Oscar)                                    | Aleksandr Vladimirovitj Gromov          |                    |
| 2022 | Serdtse Parmý (da.: Legendernes Land)                               | Polyud                                  |                    |
| 2022 | 1941. Krýlja nad Berlinom (da.: 1941. Vinger over Berlin)           | Semjon Zhavoronkov                      |                    |
| 2023 | Doktor                                                              | Khristoforov                            |                    |